# Judaïsme unifié de la Torah
 (mai 2014).
Judaïsme unifié de la Torah (hébreu : יהדות התורה (Yahadut Hatorah)) est une coalition politique israélienne fondée en 1992.
C'est l'un des deux principaux partis religieux ultra-orthodoxes du pays avec Shas.

## Composition
Judaïsme unifié de la Torah est une coalition composée des partis ultra-orthodoxes ashkénazes Agoudat Israel et Degel HaTorah :
| Nom            | Chef de file      | Composition                                            |
| -------------- | ----------------- | ------------------------------------------------------ |
| Agoudat Israel | Yitzhak Goldknopf | Haredim hassidiques                                    |
| Degel HaTorah  | Moshe Gafni       | Haredim non-hassidiques (Mitnagdim, ou « lituaniens ») |

## Idéologie
La coalition se présente comme le défenseur des valeurs de la Torah, représentant et défendant les droits des religieux en Israël, la diffusion des valeurs juives selon la Torah et le respect du Shabbat en Israël. Il défend particulièrement le monde des yechivot, qui est, selon lui, « la force spirituelle qui assure la protection du Peuple d'Israël ».
Opposé à la séparation entre la religion et l’État, il réclame même une inclusion plus importante de l’esprit de la loi juive dans la législation d’Israël.
Le parti a été historiquement antisioniste avant de se tourner progressivement vers le nationalisme. L’UJT a cependant déclaré être ouvert à des négociations avec les Palestiniens. Selon Yossi Gurvitz, journaliste israélien et chercheur sur l’extrémisme religieux, le revirement nationaliste de l'UJT s'est fait à contrecœur pour ses dirigeants, qui entendaient répondre à la radicalisation de l'électorat ultra-orthodoxe dont une partie s'est établit dans les colonies israéliennes dans les territoires palestiniens occupés.

## Résultats électoraux
| Année   | Chef de file          | Voix    | %   | Sièges  | Rang | Gouvernement                                        |
| ------- | --------------------- | ------- | --- | ------- | ---- | --------------------------------------------------- |
| 1992    | Avraham Yosef Shapira | 86 167  | 3,3 | 4 / 120 | 7e   | Opposition                                          |
| 1996    | Meir Porush           | 98 657  | 3,2 | 4 / 120 | 8e   | Netanyahou I                                        |
| 1999    | Meir Porush           | 125 741 | 3,8 | 5 / 120 | 9e   | Barak (1999-2001), Sharon I (2001-2003)             |
| 2003    | Yaakov Litzman        | 135 087 | 4,3 | 5 / 120 | 8e   | Opposition                                          |
| 2006    | Yaakov Litzman        | 147 091 | 4,7 | 6 / 120 | 8e   | Opposition                                          |
| 2009    | Yaakov Litzman        | 147 954 | 4,4 | 5 / 120 | 6e   | Netanyahou II                                       |
| 2013    | Yaakov Litzman        | 195 892 | 5,2 | 7 / 120 | 6e   | Opposition                                          |
| 2015    | Yaakov Litzman        | 210 143 | 5,0 | 6 / 120 | 9e   | Netanyahou IV                                       |
| 04/2019 | Yaakov Litzman        | 249 049 | 5,8 | 8 / 120 | 4e   | Pas de gouvernement                                 |
| 09/2019 | Yaakov Litzman        | 268 688 | 6,1 | 7 / 120 | 6e   | Pas de gouvernement                                 |
| 2020    | Yaakov Litzman        | 274 438 | 6,0 | 7 / 120 | 5e   | Netanyahou V                                        |
| 2021    | Moshe Gafni           | 248 391 | 5,6 | 7 / 120 | 7e   | Opposition                                          |
| 2022    | Yitzhak Goldknopf     | 280 194 | 5,9 | 7 / 120 | 6e   | Netanyahou VI (2022-2025), Opposition (depuis 2025) |

## Députés à la25eKnesset
- Yitzhak Goldknopf
- Moshe Gafni
- Meir Porush
- Uri Maklev
- Ya'akov Tessler
- Ya'akov Asher
- Yisrael Eichler

## Autres personnalités du parti
- Yaakov Cohen
- Uri Lupolianski
- Avraham Ravitz